# 熱帶風暴奧鹿 (2011年)
熱帶風暴奧鹿（英語：Tropical Storm Noru，聯合颱風警報中心：16W，國際編號：1113）為2011年太平洋颱風季第13個被命名的風暴。「奧鹿」一名乃由韓國提供，是鹿的一種，性善良，體積細小，生活在荒野的森林裏。

## 發展過程
9月2日，聯合颱風警報中心將此熱帶擾動評級為MEDIUM。同日10時(UTC)，聯合颱風警報中心評級為HIGH，並發出熱帶氣旋形成警報。22時，日本氣象廳升格為熱帶性低氣壓。
9月3日17時，聯合颱風警報中心升格為熱帶低氣壓，並給予編號16W。同日15時(UTC)，聯合颱風警報中心升格為熱帶風暴。
9月4日，日本氣象廳升格為熱帶風暴，並給予編號1113及命名奧鹿。
9月6日，日本氣象廳表示奧鹿已轉化為溫帶氣旋。

## 外部連結
- （英文）http://www.usno.navy.mil/JTWC/ （页面存档备份，存于） 聯合颱風警報中心首頁
- （繁體中文）http://www.cwb.gov.tw/ （页面存档备份，存于） 中央氣象局首頁
- （日語）http://www.jma.go.jp/jma/index.html （页面存档备份，存于） 日本氣象廳首頁
- （繁體中文）http://www.hko.gov.hk/ （页面存档备份，存于） 香港天文台首頁
- （繁體中文）http://www.smg.gov.mo/ （页面存档备份，存于） 澳門地球物理暨氣象局首頁
- NASA sees Tropical Depression Noru Transitioning, Heading North （页面存档备份，存于）